# Domenico De' Paoli
Domenico De' Paoli (Valdagno, 8 giugno 1894 – 1985) è stato un compositore italiano, e un critico musicale.

## Biografia
Figlio di Angelo e di Francesca Tiso.
Studiò musica dapprima come autodidatta e poi privatamente seguì lezioni di canto, di pianoforte e di composizione con Malipiero a Venezia (1915).
Conobbe, frequentò e ricevette consigli da Alfredo Casella.
Successivamente studiò musicologia con Giulio Bas e G. Benvenuti.
Dopo una fase dedicata alla composizione musicale, si dedicò all'attività di direttore d'orchestra, tra i quali i concerti di musica da camera dell'Istituto d'arte e d'alta cultura a Milano (1923-1925).
Contemporaneamente iniziò la professione di giornalista e di critico musicale. Dal 1929 assunse il ruolo di redattore della rivista milanese Musica d'oggi.
Soggiornò lungamente in Francia, dove partecipò a varie conferenze sulla musica italiana.
Rientrò in Italia nel 1940, per lavorare come critico con i quotidiani Il Giornale della sera (1945-1950) e La Giustizia (1951-1952), oltreché con numerosi giornali internazionali, tra cui la Revue musicale, Music and letters, Chesterian, Modern Music.
Ha composto musiche per canto, pianoforte e violino oltre ad una antologia di Sonate italiane del Sec. XVIII.
Tra le sue pubblicazioni, annoveriamo la Crisi musicale italiana (1939) e Claudio Monteverdi (Rusconi, Milano, 1945).
Per conto della Radio Rai, negli anni '50 e '60 curò numerose trasmissioni radiofoniche sulla musica classica, sia operistica che sinfonica.